# Curalha
Curalha es una freguesia portuguesa del concelho de Chaves, en el distrito de Vila Real, con 7,36 km² de superficie y 469 habitantes (2011). Su densidad de población es de 61,7 hab/km².
Curalha se sitúa en la orilla derecha del río Támega, a unos 7 km de distancia de la ciudad de Chaves. Su origen se remonta a un castro celta, del que subsisten importantes restos cerca de la actual población. En su patrimonio histórico-artístico, además de estas ruinas, se cuenta un puente de granito sobre el Támega.